# Franconia (Virginia)
Franconia es un lugar designado por el censo en el  condado de Fairfax, Virginia  (Estados Unidos). Según el censo de 2010 tenía una población de 33.475 habitantes.

## Demografía
Según el censo del 2000, Franconia tenía 31.907 habitantes, 13.284 viviendas, y 8.182 familias. La densidad de población era de 1.723 habitantes por km².
De las 13.284 viviendas en un 29,6%  vivían niños de menos de 18 años, en un 50,4%  vivían parejas casadas, en un 8,5% mujeres solteras, y en un 38,4% no eran unidades familiares. En el 28,5% de las viviendas  vivían personas solas el 2,5% de las cuales correspondía a personas de 65 años o más que vivían solas. El número medio de personas viviendo en cada vivienda era de 2,4 y el número medio de personas que vivían en cada familia era de 3,01.
Por edades la población se repartía de la siguiente manera: un 21,9% tenía menos de 18 años, un 6,2% entre 18 y 24, un 43,4% entre 25 y 44, un 23,8% de 45 a 60 y un 4,7% 65 años o más.
La edad media era de 35 años.  Por cada 100 mujeres de 18 o más años  había 88,8 hombres.
La renta media por vivienda era de 78.946$ y la renta media por familia de 87.485$. Los hombres tenían una renta media de 56.890$ mientras que las mujeres 46.138$. La renta per cápita de la población era de 37.134$. En torno al 1,8% de las familias y el 2,8% de la población estaban por debajo del umbral de pobreza.

## Localidades adyacentes
El siguiente diagrama muestra a las localidades más próximas a Franconia.